# Benjamin Šeško
Benjamin Šeško (Radeče, 31 maggio 2003) è un calciatore sloveno, attaccante del Manchester Utd e della nazionale slovena.

## Caratteristiche tecniche
Centravanti agile e dal fisico longilineo, è un buon colpitore di testa essendo molto abile nel gioco aereo. Tira con potenza, abile nel tagliare in area di rigore avversaria, calcia bene con entrambi i piedi, sa tirare anche dalla lunga distanza, affidabile sul penalty, inoltre è dotato di buona tecnica e velocità.
Nel 2020 è stato inserito nella lista dei migliori calciatori nati nel 2003 stilata da The Guardian.
Nell'ottobre del 2023, è stato incluso nella lista dei 25 finalisti del premio European Golden Boy, assegnato dal quotidiano Tuttosport al miglior giocatore Under-21 militante in un campionato europeo.

## Carriera

### Club

#### Gli inizi, Salisburgo
Cresciuto tra i settori giovanili del Domžale e del Krško, nel 2019 viene acquistato dagli austriaci del Salisburgo, che lo aggregano alla propria squadra satellite, il Liefering. Il 26 luglio dello stesso anno debutta come professionista, in occasione dell'incontro di seconda divisione perso per 2-3 contro l'Amstetten. Nella stagione 2020-2021 viene impiegato con continuità, realizzando ventuno reti in ventinove partite di campionato.
Il 1º luglio 2021 fa ritorno al Salisburgo, debuttando ventidue giorni dopo in occasione della prima giornata di Bundesliga vinta per 1-3 in casa dello Sturm Graz. Nella giornata successiva realizza una doppietta nel 7-1 finale rifilato al Ried. Il 17 agosto, invece, fa il suo esordio nelle competizioni europee, nell'andata del preliminare di UEFA Champions League vinto per 2-1 contro i danesi del Brøndby; nel match di ritorno, vinto con il medesimo risultato, segna il suo primo gol europeo. Conclude la stagione con 11 reti in 38 presenze complessive, vincendo il campionato e la Coppa austriaca.

#### RB Lipsia
Il 12 agosto 2022, viene reso ufficiale il suo passaggio per 24 milioni di euro ai tedeschi del RB Lipsia, (che condivide la proprietà con il Salisburgo)con cui firma un contratto valido fino al 2028; contestualmente, viene lasciato in prestito al Salisburgo fino al termine dell'annata 2022-2023. Conclude la prima stagione segnando 18 goal tra campionato e coppe.
Nel giugno del 2024, rinnova il proprio contratto con il Lipsia fino al 30 giugno 2029. Lascia i tedeschi dopo 87 presenze e 39 reti complessive.

#### Manchester Utd
Il 9 agosto 2025 viene acquisto a titolo definitivo dal Manchester Utd, in Premier League, per una cifra complessiva di 85 milioni di euro, sottoscrivendo un accordo valido fino al 30 giugno 2030.

### Nazionale
Ha giocato nelle nazionali giovanili slovene Under-15, Under-16, Under-17 ed Under-19.
Il 19 maggio 2021, a soli 18 anni, viene convocato per la prima volta in nazionale maggiore dal CT Matjaž Kek, con la quale debutta il 1º giugno seguente in occasione del pareggio amichevole contro la Macedonia del Nord (1-1); per l'occasione, diventa il più giovane esordiente nella storia della selezione (diciotto anni).
L'8 ottobre 2021 segna il suo primo gol in nazionale nella vittoriosa trasferta per 0-4 contro Malta, valevole per le qualificazioni ai Mondiali 2022 in Qatar; in virtù di ciò diventa, all'età di 18 anni e 130 giorni, il più giovane marcatore nella storia della nazionale. Le sue prestazioni risultano decisive durante la UEFA Nations League 2022-2023, in cui contribuisce alla conquista del primo posto del girone da parte della Slovenia e la conseguente promozione in Lega C segnando tre gol in sei partite.
Il 14 ottobre 2023 realizza la sua prima doppietta con la maglia della nazionale in occasione della partita casalinga vinta per 3-0 contro la Finlandia, valida per le qualificazioni al campionato d'Europa 2024.
Il 9 settembre 2024, invece, segna la sua prima tripletta, nella gara di Nations League vinta contro il Kazakistan (3-0).

## Statistiche

### Presenze e reti nei club
Statistiche aggiornate al 9 agosto 2025.
| Stagione          | Squadra           | Campionato        | Campionato | Campionato | Coppe nazionali | Coppe nazionali | Coppe nazionali | Coppe continentali | Coppe continentali | Coppe continentali | Altre coppe | Altre coppe | Altre coppe | Totale | Totale |
| Stagione          | Squadra           | Comp              | Pres       | Reti       | Comp            | Pres            | Reti            | Comp               | Pres               | Reti               | Comp        | Pres        | Reti        | Pres   | Reti   |
| ----------------- | ----------------- | ----------------- | ---------- | ---------- | --------------- | --------------- | --------------- | ------------------ | ------------------ | ------------------ | ----------- | ----------- | ----------- | ------ | ------ |
| 2019-2020         | Liefering         | ZL                | 10         | 1          | -               | -               | -               | -                  | -                  | -                  | -           | -           | -           | 10     | 1      |
| 2020-2021         | Liefering         | ZL                | 34         | 21         | -               | -               | -               | -                  | -                  | -                  | -           | -           | -           | 34     | 21     |
| Totale Liefering  | Totale Liefering  | Totale Liefering  | 44         | 22         |                 | -               | -               |                    | -                  | -                  |             | -           | -           | 44     | 22     |
| 2021-2022         | Salisburgo        | BL                | 25         | 5          | CA              | 5               | 5               | UCL                | 8                  | 1                  | -           | -           | -           | 38     | 11     |
| 2022-2023         | Salisburgo        | BL                | 30         | 16         | CA              | 4               | 2               | UCL+UEL            | 6+1                | 0                  | -           | -           | -           | 41     | 18     |
| Totale Salisburgo | Totale Salisburgo | Totale Salisburgo | 55         | 21         |                 | 9               | 7               |                    | 15                 | 1                  |             | -           | -           | 79     | 29     |
| 2023-2024         | RB Lipsia         | BL                | 31         | 14         | CG              | 2               | 2               | UCL                | 8                  | 2                  | SG          | 1           | 0           | 42     | 18     |
| 2024-2025         | RB Lipsia         | BL                | 33         | 13         | CG              | 4               | 4               | UCL                | 8                  | 4                  | -           | -           | -           | 45     | 21     |
| Totale RB Lipsia  | Totale RB Lipsia  | Totale RB Lipsia  | 64         | 27         |                 | 6               | 6               |                    | 16                 | 6                  |             | 1           | 0           | 87     | 39     |
| 2025-2026         | Manchester Utd    | PL                | -          | -          | FACup+CdL       | -               | -               | -                  | -                  | -                  | -           | -           | -           | -      | -      |
| Totale carriera   | Totale carriera   | Totale carriera   | 163        | 70         |                 | 15              | 13              |                    | 31                 | 7                  |             | 1           | 0           | 210    | 90     |

### Cronologia presenze e reti in nazionale
| Cronologia completa delle presenze e delle reti in nazionale ― Slovenia | Cronologia completa delle presenze e delle reti in nazionale ― Slovenia | Cronologia completa delle presenze e delle reti in nazionale ― Slovenia | Cronologia completa delle presenze e delle reti in nazionale ― Slovenia | Cronologia completa delle presenze e delle reti in nazionale ― Slovenia | Cronologia completa delle presenze e delle reti in nazionale ― Slovenia | Cronologia completa delle presenze e delle reti in nazionale ― Slovenia | Cronologia completa delle presenze e delle reti in nazionale ― Slovenia |
| Data                                                                    | Città                                                                   | In casa                                                                 | Risultato                                                               | Ospiti                                                                  | Competizione                                                            | Reti                                                                    | Note                                                                    |
| ----------------------------------------------------------------------- | ----------------------------------------------------------------------- | ----------------------------------------------------------------------- | ----------------------------------------------------------------------- | ----------------------------------------------------------------------- | ----------------------------------------------------------------------- | ----------------------------------------------------------------------- | ----------------------------------------------------------------------- |
| 1-6-2021                                                                | Skopje                                                                  | Macedonia del Nord                                                      | 1 – 1                                                                   | Slovenia                                                                | Amichevole                                                              | -                                                                       | 61’                                                                     |
| 4-6-2021                                                                | Capodistria                                                             | Slovenia                                                                | 6 – 0                                                                   | Gibilterra                                                              | Amichevole                                                              | -                                                                       | 46’                                                                     |
| 1-9-2021                                                                | Lubiana                                                                 | Slovenia                                                                | 1 – 1                                                                   | Slovacchia                                                              | Qual. Mondiali 2022                                                     | -                                                                       | 83’                                                                     |
| 4-9-2021                                                                | Lubiana                                                                 | Slovenia                                                                | 1 – 0                                                                   | Malta                                                                   | Qual. Mondiali 2022                                                     | -                                                                       | 70’                                                                     |
| 7-9-2021                                                                | Spalato                                                                 | Croazia                                                                 | 3 – 0                                                                   | Slovenia                                                                | Qual. Mondiali 2022                                                     | -                                                                       | 65’                                                                     |
| 8-10-2021                                                               | Ta' Qali                                                                | Malta                                                                   | 0 – 4                                                                   | Slovenia                                                                | Qual. Mondiali 2022                                                     | 1                                                                       | 61’                                                                     |
| 11-10-2021                                                              | Maribor                                                                 | Slovenia                                                                | 1 – 2                                                                   | Russia                                                                  | Qual. Mondiali 2022                                                     | -                                                                       | 53’                                                                     |
| 26-3-2022                                                               | Al Rayyan                                                               | Croazia                                                                 | 1 – 1                                                                   | Slovenia                                                                | Amichevole                                                              | -                                                                       | 63’                                                                     |
| 29-3-2022                                                               | Al Rayyan                                                               | Qatar                                                                   | 0 – 0                                                                   | Slovenia                                                                | Amichevole                                                              | -                                                                       | 77’                                                                     |
| 2-6-2022                                                                | Lubiana                                                                 | Slovenia                                                                | 0 – 2                                                                   | Svezia                                                                  | UEFA Nations League 2022-2023 - 1º turno                                | -                                                                       | 46’                                                                     |
| 5-6-2022                                                                | Belgrado                                                                | Serbia                                                                  | 4 – 1                                                                   | Slovenia                                                                | UEFA Nations League 2022-2023 - 1º turno                                | -                                                                       | 63’                                                                     |
| 9-6-2022                                                                | Oslo                                                                    | Norvegia                                                                | 0 – 0                                                                   | Slovenia                                                                | UEFA Nations League 2022-2023 - 1º turno                                | -                                                                       | 66’                                                                     |
| 12-6-2022                                                               | Lubiana                                                                 | Slovenia                                                                | 2 – 2                                                                   | Serbia                                                                  | UEFA Nations League 2022-2023 - 1º turno                                | 1                                                                       |                                                                         |
| 24-9-2022                                                               | Lubiana                                                                 | Slovenia                                                                | 2 – 1                                                                   | Norvegia                                                                | UEFA Nations League 2022-2023 - 1º turno                                | 1                                                                       |                                                                         |
| 27-9-2022                                                               | Solna                                                                   | Svezia                                                                  | 1 – 1                                                                   | Slovenia                                                                | UEFA Nations League 2022-2023 - 1º turno                                | 1                                                                       |                                                                         |
| 17-11-2022                                                              | Cluj-Napoca                                                             | Romania                                                                 | 1 – 2                                                                   | Slovenia                                                                | Amichevole                                                              | 1                                                                       |                                                                         |
| 20-11-2022                                                              | Lubiana                                                                 | Slovenia                                                                | 1 – 0                                                                   | Montenegro                                                              | Amichevole                                                              | -                                                                       | 81’                                                                     |
| 23-3-2023                                                               | Astana                                                                  | Kazakistan                                                              | 1 – 2                                                                   | Slovenia                                                                | Qual. Euro 2024                                                         | -                                                                       |                                                                         |
| 26-3-2023                                                               | Lubiana                                                                 | Slovenia                                                                | 2 – 0                                                                   | San Marino                                                              | Qual. Euro 2024                                                         | 1                                                                       |                                                                         |
| 16-6-2023                                                               | Helsinki                                                                | Finlandia                                                               | 2 – 0                                                                   | Slovenia                                                                | Qual. Euro 2024                                                         | -                                                                       | 86’                                                                     |
| 19-6-2023                                                               | Lubiana                                                                 | Slovenia                                                                | 1 – 1                                                                   | Danimarca                                                               | Qual. Euro 2024                                                         | -                                                                       |                                                                         |
| 7-9-2023                                                                | Lubiana                                                                 | Slovenia                                                                | 4 – 2                                                                   | Irlanda del Nord                                                        | Qual. Euro 2024                                                         | 1                                                                       | 85’                                                                     |
| 14-10-2023                                                              | Lubiana                                                                 | Slovenia                                                                | 3 – 0                                                                   | Finlandia                                                               | Qual. Euro 2024                                                         | 2                                                                       | 60’                                                                     |
| 17-10-2023                                                              | Belfast                                                                 | Irlanda del Nord                                                        | 0 – 1                                                                   | Slovenia                                                                | Qual. Euro 2024                                                         | -                                                                       |                                                                         |
| 17-11-2023                                                              | Copenaghen                                                              | Danimarca                                                               | 2 – 1                                                                   | Slovenia                                                                | Qual. Euro 2024                                                         | -                                                                       | 73’                                                                     |
| 20-11-2023                                                              | Lubiana                                                                 | Slovenia                                                                | 2 – 1                                                                   | Kazakistan                                                              | Qual. Euro 2024                                                         | 1                                                                       |                                                                         |
| 21-3-2024                                                               | Ta' Qali                                                                | Malta                                                                   | 2 – 2                                                                   | Slovenia                                                                | Amichevole                                                              | 1                                                                       |                                                                         |
| 26-3-2024                                                               | Lubiana                                                                 | Slovenia                                                                | 2 – 0                                                                   | Portogallo                                                              | Amichevole                                                              | -                                                                       | 87’                                                                     |
| 8-6-2024                                                                | Lubiana                                                                 | Slovenia                                                                | 1 – 1                                                                   | Bulgaria                                                                | Amichevole                                                              | -                                                                       | 72’                                                                     |
| 16-6-2024                                                               | Stoccarda                                                               | Slovenia                                                                | 1 – 1                                                                   | Danimarca                                                               | Euro 2024 - 1º turno                                                    | -                                                                       | 90+5’                                                                   |
| 20-6-2024                                                               | Monaco di Baviera                                                       | Slovenia                                                                | 1 – 1                                                                   | Serbia                                                                  | Euro 2024 - 1º turno                                                    | -                                                                       | 76’                                                                     |
| 25-6-2024                                                               | Colonia                                                                 | Inghilterra                                                             | 0 – 0                                                                   | Slovenia                                                                | Euro 2024 - 1º turno                                                    | -                                                                       | 75’                                                                     |
| 1-7-2024                                                                | Francoforte sul Meno                                                    | Portogallo                                                              | 0 – 0 dts (3 – 0 dtr)                                                   | Slovenia                                                                | Euro 2024 - Ottavi di finale                                            | -                                                                       |                                                                         |
| 6-9-2024                                                                | Lubiana                                                                 | Slovenia                                                                | 1 – 1                                                                   | Austria                                                                 | UEFA Nations League 2024-2025 - 1º turno                                | 1                                                                       |                                                                         |
| 9-9-2024                                                                | Lubiana                                                                 | Slovenia                                                                | 3 – 0                                                                   | Kazakistan                                                              | UEFA Nations League 2024-2025 - 1º turno                                | 3                                                                       | 87’                                                                     |
| 10-10-2024                                                              | Oslo                                                                    | Norvegia                                                                | 3 – 0                                                                   | Slovenia                                                                | UEFA Nations League 2024-2025 - 1º turno                                | -                                                                       | 79’                                                                     |
| 13-10-2024                                                              | Almaty                                                                  | Kazakistan                                                              | 0 – 1                                                                   | Slovenia                                                                | UEFA Nations League 2024-2025 - 1º turno                                | -                                                                       |                                                                         |
| 14-11-2024                                                              | Lubiana                                                                 | Slovenia                                                                | 1 – 4                                                                   | Norvegia                                                                | UEFA Nations League 2024-2025 - 1º turno                                | 1                                                                       |                                                                         |
| 17-11-2024                                                              | Vienna                                                                  | Austria                                                                 | 1 – 1                                                                   | Slovenia                                                                | UEFA Nations League 2024-2025 - 1º turno                                | -                                                                       |                                                                         |
| 20-3-2025                                                               | Bratislava                                                              | Slovacchia                                                              | 0 – 0                                                                   | Slovenia                                                                | UEFA Nations League 2024-2025 - Play-off                                | -                                                                       | 90’                                                                     |
| 23-3-2025                                                               | Lubiana                                                                 | Slovenia                                                                | 1 – 0 dts                                                               | Slovacchia                                                              | UEFA Nations League 2024-2025 - Play-off                                | -                                                                       |                                                                         |
| Totale                                                                  |                                                                         | Presenze                                                                | 41                                                                      |                                                                         | Reti (4º posto)                                                         | 16                                                                      |                                                                         |

## Palmarès

### Club
- Campionato austriaco: 2

Salisburgo: 2021-2022, 2022-2023
- Coppa austriaca: 1

Salisburgo: 2021-2022
- Supercoppa di Germania: 1

RB Lipsia: 2023

### Individuale
- Capocannoniere della Coppa austriaca: 1

2021-2022 (5 reti)